# Tortula cardotii
Tortula cardotii är en bladmossart som beskrevs av Thériot och Georges Raymond Léonard Naveau 1927. Tortula cardotii ingår i släktet tussmossor, och familjen Pottiaceae. Inga underarter finns listade i Catalogue of Life.